# Mi verdad (canción)
«Mi verdad» es una canción interpretada por la banda de rock mexicana Maná, incluida en su noveno álbum de estudio Cama incendiada (2015). El tema fue escrito y producido por George Noriega y Fernando Olvera y cuenta con la colaboración de la cantante colombiana Shakira. Fue lanzada como primer sencillo del disco el 9 de febrero de 2015. Gracias a la gran recepción en países latinoamericanos ha conseguido vender más de 1 900 000 copias a nivel mundial.[cita requerida]

## Uso en los medios
Esta canción es también el tema principal de la telenovela mexicana «Sueño de amor», producida por Juan Osorio, protagonizada por Cristián de la Fuente, Betty Monroe y Marjorie de Sousa.

## Recepción
Alcanzó el número #1 en ITunes de 15 países como México, Colombia, Ecuador, Panamá, Argentina, Bolivia, Paraguay, Venezuela, Costa Rica, República Dominicana, El Salvador, Guatemala, Honduras, Nicaragua y España.
El vídeo oficial, hasta febrero de 2022, ha acumulado 317 millones de vistas en YouTube.
Mi Verdad cuenta con 100 Millones en Spotify, siendo esta la primera canción de Maná en sobrepasar esa cifra y la número 13 de Shakira.

## Antecedentes
A finales de noviembre de 2014, Fernando Olvera confirmó el primer sencillo de su noveno álbum titulado "Mi verdad" durante la filmación de su vídeo oficial. A finales de enero de 2015, la banda presentó de manera exclusiva el vídeo oficial ante un grupo selecto de fanes, siendo estrenado simultáneamente en Argentina, Estados Unidos, España y México.

## Vídeo oficial
El video fue grabado en las cavas Codorniu, unas cavas antiquísimas ubicadas en las afueras de Barcelona con la dirección del fotógrafo, diseñador y realizador español Jaume de Laiguana. En las imágenes, se la puede ver a la cantante colombiana Shakira todavía embarazada de Sasha, su segundo hijo con Gerard Piqué, nacido el 22 de enero de 2015 en la clínica Teknon de Barcelona.

## Posicionamiento en listas
| Año  | Reconocimiento                 | País                 | Posición | Referencia |
| ---- | ------------------------------ | -------------------- | -------- | ---------- |
| 2015 | National Report                | Colombia             | 5        | [ 11 ]     |
| 2015 | Monitor latino                 | Colombia             | 8        | [ 12 ]     |
| 2015 | Monitor latino                 | República Dominicana | 3        | [ 13 ]     |
| 2015 | Billboard                      | México               | 5        | [ 14 ]     |
| 2015 | Spanish Charts                 | España               | 2        | [ 15 ]     |
| 2015 | Bubbling Under Hot 100 Singles | Estados Unidos       | 19       | [ 16 ]     |
| 2015 | Hot Latin Songs                | Estados Unidos       | 1        | [ 17 ]     |
| 2015 | Latin Pop Songs                | Estados Unidos       | 1        | [ 18 ]     |
| 2015 | Tropical Airplay               | Estados Unidos       | 3        | [ 19 ]     |

## Certificaciones
| País      | organismo certificador | Certificación | Ventas certificadas |
| --------- | ---------------------- | ------------- | ------------------- |
| México    | AMPROFON               | Disco de Oro  | 30 000              |
| España    | PROMUSICAE             | Doble Platino | 80 000              |
| Venezuela | AVINPRO                | Disco de Oro  | 10 000              |